# Gadag-Betigeri
Gadag-Betigeri (kannada ಗದಗ) – miasto w Indiach, w stanie Karnataka. W 2001 r. miasto to zamieszkiwało 154 849 osób.
W mieście rozwinęło się rzemiosło, a także przemysł bawełniany, spożywczy oraz farmaceutyczny.